# So I'm An Islander
So I'm An Islander er et sønderjysk musikprojekt startet i 2011 af Søren Nissen Jørgensen (født 6. marts 1988), som er bosat i Sønderborg. So I'm An Islander er reference til Søren Nissen Jørgensens opvækst i Augustenborg på øen Als, og selve musikprojektet er inspireret af den sønderjyske kultur, historie og natur - specielt Als og Sønderborg. Dette kommer til udtryk i musiktitlerne, som oftest bærer en sønderjysk titel efterfulgt af en engelsk oversættelse i parentes. Musikken er instrumental og hører til inden for genrene ambient og neoklassisk. Al musik er udgivet under Creative Commons licens.

## Internationale forbindelser
Søren Nissen Jørgensen har samarbejdet med forskellige uafhængige filmskabere og dokumentarister, som har gjort brug af musikken. I 2014 udkom den prisvindende dokumentarfilm Sunset over Selungo instrueret af britiske Ross Harrison, som havde to So I'm An Islander-numre på sit soundtrack. Nummeret "Dæ, Mæ o Ål'sammel (You, Me and Everybody)" høres i åbningscenen og nummeret "Æ Ka'fe å æ Jørn (The Café on the Corner)" lukker filmen. Dokumentaren vandt kategorien "Jury Award" ved Kuala Lumpur Eco Film Festival 2014 i Malaysia samt kategorien "First Place" og "People's Choice" ved Films For the Forest 2015 (USA), og blev vist ved SXSW Festivalen 2015. Derudover var dokumentarfilmen officielt udvalgt til FreedomFilmFest 2014 (Malaysia), Ekotopfilm 2014 (Slovakiet) og Native and Indigenous Film Fest 2014 (Tjekkiet). En speciel 5 minutter kort version af dokumentaren under navnet 'Balan The Blowpipe Maker' indeholdende nummeret "Dæ, Mæ o Ål'sammel (You, Me and Everybody)" blev udgivet på National Geographic's Short Film Showcase i 2014.

## Diskografi
- Woodwork, 2012
- Winter Horizon, 2012 (EP)
- Æwenty'e, 2013
- So I'm An Islander, 2013
- Faue, 2013
- Mælodium Ambientum, 2013 (compilation)
- Føjst, 2014 (EP)
- Væst Ven, 2014 (EP)
- Mælodium Ambientum Klaviatorium, 2014 (compilation)
- Bræuw, 2015 (EP)
- Stelheij, 2016 (EP)
- Mælodium Ambientum 2, 2017 (compilation)
- An, 2018 (EP)